# Bortschalo

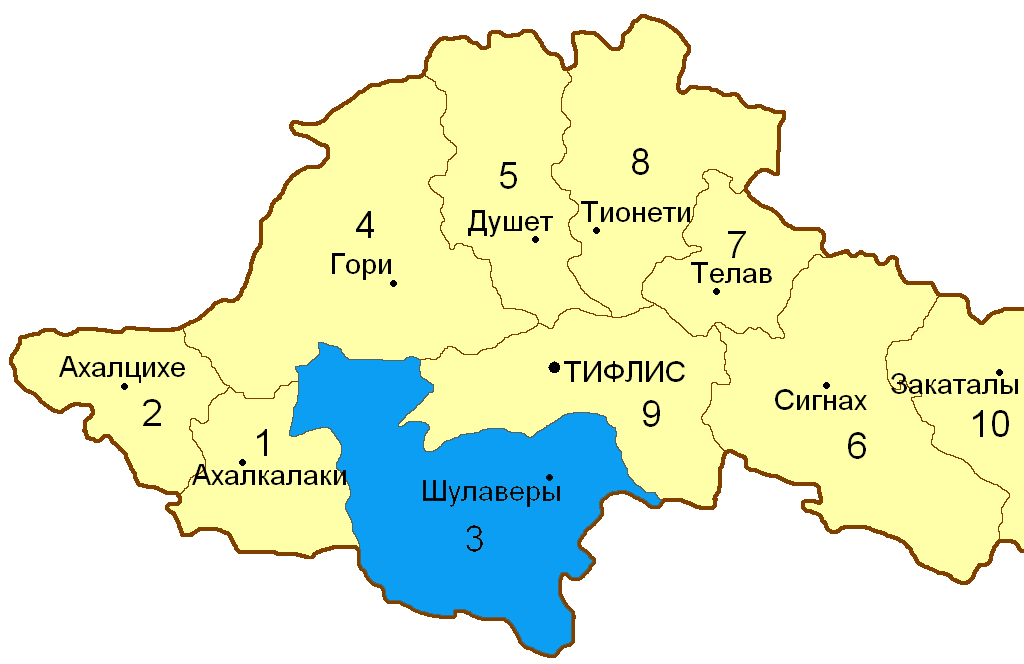
Ujesd Borchali 1880 bis 1929 Innerhalb des Gouvernements Tiflis, Russisches Kaiserreich

Bortschalo (auch Bortschali, georgisch ბორჩალო Bortschalo, aserbaidschanisch Borçalı) ist eine historische Landschaft Im Debed-Tal im südöstlichen Georgien. Bis 1947 war es zugleich der Name der Stadt Marneuli. Nach der derzeitigen Verwaltungsgliederung Georgiens gehört die Region zur Munizipalität Marneuli, teilweise auch zu den Munizipalitäten Gardabani und Bolnissi. Sie grenzt an Aserbaidschan und Armenien.
Die Region wird erstmals im 8. Jahrhundert in georgischen Quellen mit dem Namen Kurdiskhevi (georgisch ქურდისხევი) erwähnt. Andere älteste georgische Namen der Region sind Kurdwatschari und Kurdwatschrischewi (georgisch ქურდვაჭარი, ქურდვაჭრისხევი). Hier führte eine wichtige Straße durch, die Georgien mit Armenien und anderen kaukasischen Ländern verband, was die strategische und wirtschaftliche Bedeutung der Region erhöhte. Das Zentrum des Tals war die Festung Gagi. Ende des 12. Jahrhunderts übergab die georgische Königin Tamar das Tal an den Feudalherrn Zakaria Gageli. Ab dem 13. Jahrhundert wurde die Region durch die mongolischen Invasionen verödet und zu einer Nomadenweide. 
1604 eroberte Schah Abbas I. das Gebiet, errichtete hier ein Khanat und besiedelte den turkmenischen Stamm Borçalı. Der heutige Name der Region ist ebenfalls mit diesem Volk verbunden. Das Zentrum des Khanats war Akçakale, die ehemalige Festung Gagi. Im 18. Jahrhundert kehrte Bortschalo in das Königreich Kartli-Kachetien zurück. 
Nach der Eroberung durch Russland wurde 1880 in diesem Gebiet Ujesd Borchali innerhalb des Gouvernements Tiflis gegründet. Das Verwaltungszentrum war Didi Schulaweri. Ujesd Borchali wurde 1929 abgeschafft. Ab diesem Zeitpunkt wird dieser Name nur noch inoffiziell in Bezug auf die Region verwendet. Auch die Stadt Bortschalo wurde 1947 in Marneuli umbenannt. Der Name Marneuli ist georgischen Ursprungs und stammt aus dem 17. Jahrhundert. 
Sowohl in der Stadt wie in der Region bilden die Aserbaidschaner die größte Bevölkerungsgruppe, gefolgt von Georgiern, Armeniern, Griechen und Russen.